# موريس تشانغ
موريس تشانغ (بالإنجليزية: Morris Chang) هو مهندس أمريكي، ولد في 10 يوليو 1931 في نينغبو في الصين.